# Пой-Сіппі (переписна місцевість, Вісконсин)
Пой-Сіппі (англ. Poy Sippi) — переписна місцевість (CDP) в США, в окрузі Вошара штату Вісконсин. Населення — 379 осіб (2020).

## Географія
Пой-Сіппі розташований за координатами 44°8′12″ пн. ш. 88°59′50″ зх. д. / 44.13667° пн. ш. 88.99722° зх. д. (44.136558, -88.997361).  За даними Бюро перепису населення США в 2010 році переписна місцевість мала площу 1,96 км², з яких 1,89 км² — суходіл та 0,08 км² — водойми.

## Демографія
Згідно з переписом 2010 року, у переписній місцевості мешкала 371 особа в 164 домогосподарствах у складі 93 родин. Густота населення становила 189 осіб/км².  Було 180 помешкань (92/км²).
Расовий склад населення:
| - 98,7 % — білих - 0,5 % — корінних американців |

До двох чи більше рас належало 0,5 %. Частка іспаномовних становила 2,2 % від усіх жителів.
За віковим діапазоном населення розподілялося таким чином: 24,8 % — особи молодші 18 років, 61,2 % — особи у віці 18—64 років, 14,0 % — особи у віці 65 років та старші. Медіана віку мешканця становила 41,4 року. На 100 осіб жіночої статі у переписній місцевості припадало 91,2 чоловіків;  на 100 жінок у віці від 18 років та старших — 88,5 чоловіків також старших 18 років.
Середній дохід на одне домашнє господарство  становив 42 687 доларів США (медіана — 30 625), а середній дохід на одну сім'ю — 54 541 долар (медіана — 43 750). За межею бідності перебувало 27,0 % осіб, у тому числі 27,1 % дітей у віці до 18 років та 25,5 % осіб у віці 65 років та старших.
Цивільне працевлаштоване населення становило 104 особи. Основні галузі зайнятості: освіта, охорона здоров'я та соціальна допомога — 26,0 %, виробництво — 23,1 %, роздрібна торгівля — 21,2 %.